# Fulgence Bienvenüe

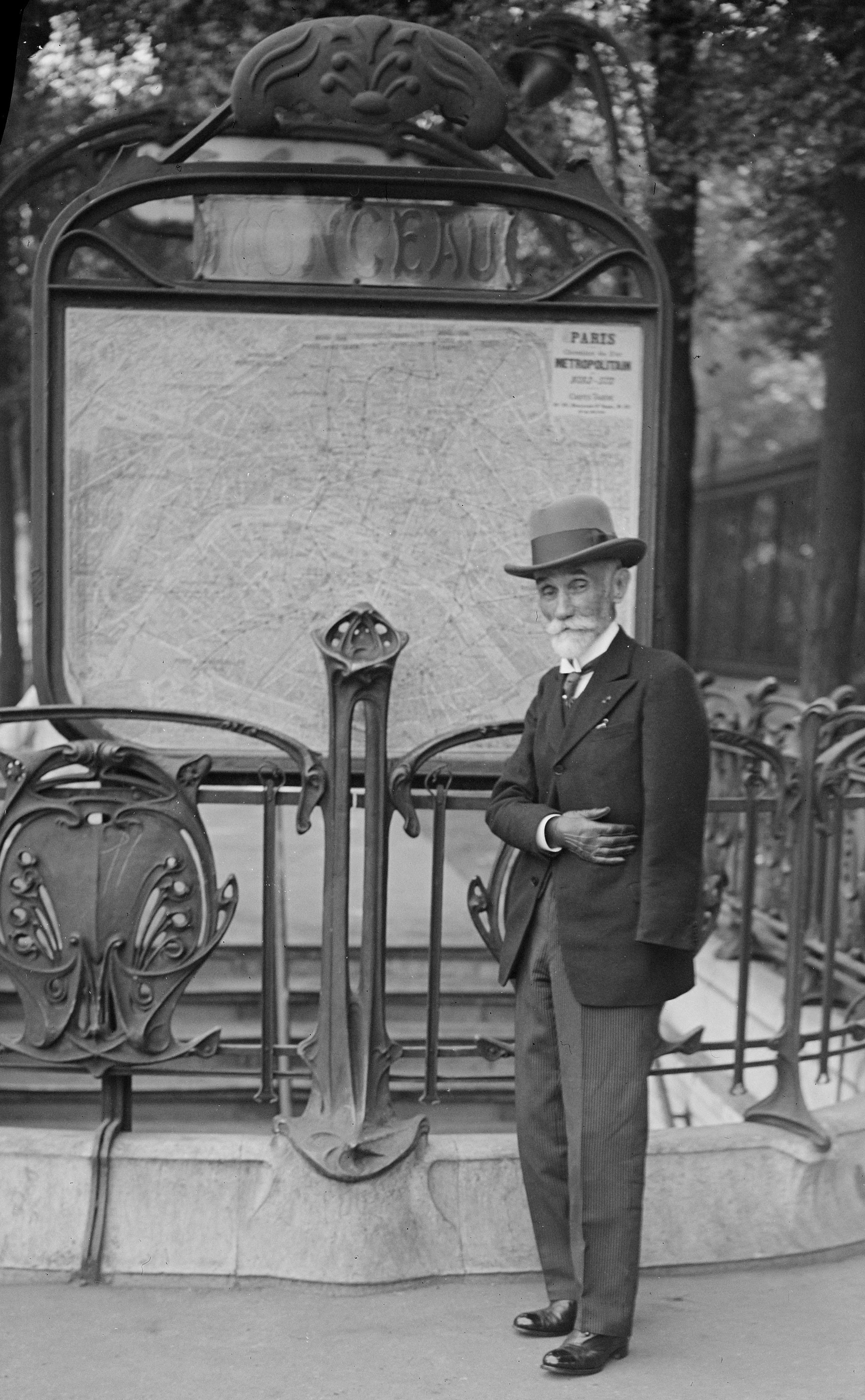
Fulgence Bienvenüe przy frontowym wejściu stacji Monceau

Fulgence Bienvenüe (ur. 27 stycznia 1852, zm. 3 sierpnia 1936) – francuski inżynier lądowy, najlepiej znany jako jeden z konstruktorów paryskiego metra.
Bienvenüe urodził się w 1852 roku w bretońskiej miejscowości Uzel. W 1872 roku ukończył studia na wydziale inżynierii lądowej na École polytechnique. Jego pierwszą samodzielną pracą było zbudowanie linii kolejowej w departamencie Mayenne. W wyniku prac nad budową linii złamał rękę, którą lekarze musieli amputować. W 1886 roku przeprowadził się do Paryża, gdzie w 1896 roku został szefem inżynierii lądowej przy budowie metra w Paryżu. Konstrukcji tego przedsięwzięcia Bienvenüe poświęcił ponad 30 lat. W 1932 roku oficjalnie przeszedł na emeryturę.
30 czerwca 1933 roku stacja metra Avenue du Maine została przemianowana na imię Bienvenüe w hołdzie dla konstruktora paryskiego metra. W 1942 roku stację Avenue du Maine połączono ze stacją, która powstała w dzielnicy Montparnasse. Do dziś stacja istnieje pod nazwą Montparnasse – Bienvenüe.